# سليمان المطيري
سليمان عبد الله سمحي المطيري ، لاعب كرة قدم كويتي. لعب مع نادي النصر الكويتي.